# アカガタミドリインコ
アカガタミドリインコ（Aratinga chloroptera）は、オウム目インコ科に分類される鳥類。

## 分布
アメリカ合衆国（プエルトリコ）、ドミニカ共和国、ハイチ

### 絶滅した分布域
- A. c. maugai　アカシタバネミドリ

アメリカ合衆国（モナ島）

## 形態
全長32cm。全身は緑色の羽毛で被われる。頭部に赤い羽毛が混じる個体もいる。尾羽上面の色彩は暗褐色、尾羽下面の色彩は灰褐色。小雨覆外側や人間でいう手首（翼角）を被う羽毛、翼下面の色彩は赤い。風切羽下面の色彩は黄褐色。
眼の周囲が羽毛が無く、白い皮膚が露出する。虹彩は淡黄褐色。嘴の色彩は黄白色。後肢の色彩は灰褐色。

## 分類
- Aratinga chloroptera chloroptera　(Souance, 1856)

### 絶滅亜種
- Aratinga chloroptera maugai　　アカシタバネミドリ

## 生態
主に標高3,000m以下にある主にマツからなる森林に生息するが、様々な環境に生息する。ペアもしくは小規模な群れを形成し生活するが、小規模な群れが集まり100羽に達する大規模な群れを形成することもある。
食性は植物食で、蕾、花、果実、種子などを食べる。
繁殖形態は卵生。シロアリの蟻塚や樹洞を巣にする。飼育下では1回に3-7個の卵を産んだ例がある。

## 人間との関係
トウモロコシなどを食害する害鳥とみなされることもある。
開発や採掘による生息地の破壊、害鳥としての駆除、ペット用の狩猟などにより生息数は激減している。ドミニカ共和国では法的に保護の対象とされているが、密猟や密輸がされることもある。亜種アカシタバネミドリは19世紀後半のグアノ採掘により絶滅した。プエルトリコでは19世紀後半に絶滅したが、再導入された。